# Rimnersvallen
Il Rimnersvallen è uno stadio polifunzionale della città di Uddevalla, in Svezia.
È utilizzato prevalentemente per gli incontri di calcio ed ospita le partite casalinghe dell'IK Oddevold, club che attualmente milita in Division 1, la terza divisione del calcio svedese.
Inaugurato nel 1923 e ristrutturato in occasione dei Campionati mondiali del 1958, ha ospitato un incontro della manifestazione:
- Brasile -  Austria 3-0 (gruppo 4).[1][2]